# Adrada de Haza (kommun)
Adrada de Haza är en kommun i Spanien.   Den ligger i provinsen Provincia de Burgos och regionen Kastilien och Leon, i den centrala delen av landet, 130 km norr om huvudstaden Madrid. Antalet invånare är 243.